# Sangbong-dong, Seoul
Sangbong-dong (koreanska: 상봉동) är en stadsdel i stadsdistriktet Jungnang-gu i Sydkoreas huvudstad Seoul.

## Indelning
Administrativt är Sangbong-dong indelat i:
| Namn    | Namn                | Yta km² | Invånare 31 dec 2020 |
| ------- | ------------------- | ------- | -------------------- |
| 상봉1동 | Sangbong 1(il)-dong | 0,88    | 24 912               |
| 상봉2동 | Sangbong 2(i)-dong  | 0,65    | 20 214               |